# Bauamt (Danzig)
Das Bauamt war ein Amt der Stadt Danzig, aus dessen Einnahmen Baumaßnahmen bestritten wurden. Es umfasste eine Reihe von Dörfern im Südosten der Stadt und wurde nach dem Dreizehnjährigen Krieg (Preußischer Städtekrieg) gegründet. Bestand hatte es bis 1814 zur Neuordnung nach den Napoleonischen Kriegen.
Für das Bauamt waren die Bauherren, zwei Ratsmitglieder der Stadt Danzig, verantwortlich, hinzu kamen zwei Männer des Gerichts und zwei Vertreter der Bürgerschaft, die aus Mitgliedern der Zünfte gewählt wurden. Für das Jahr 1810 nennt ein gedrucktes Verzeichnis zwei Senatoren, ein Gerichtsmitglied und vier Vertreter der Stadtquartiere, zwei von ihnen waren Quartiermeister.
Über das Bauamt wurde ein Verzeichnis geführt, in dem die Größen der Grundstücke, die Namen der Eigentümer und die Höhe von Pacht und Zins aufgezeichnet wurden. Anfangs beliefen sich die Einnahmen der Stadt aus dem Bauamt auf etwa 7.000 Grzywny jährlich, 1746 auf 11.202 Złoty (1 Złoty = 1,5 Grzywny) und 1790 auf 29.346 Złoty.
Das Gebiet des Bauamts umfasste:
- Bürgerwiesen (polnisch Błonia)
- Fleischerwiesen (seit 1862 zu Groß Walddorf gehörend)
- Kneipab (Rudno)
- Neuendorf bei Quadendorf (Przejazdowo-Dobrowo)
- Groß Plehnendorf (Płonia Wielka)
- Klein Plehnendorf (Płonia Mała)
- Sandweg (Miałki Szlak)
- Groß Walddorf (Olszynka Wielka)
- Klein Walddorf (Olszynka Mała)